# Kup Hrvatske u dvoranskom hokeju za žene 2016.
Dvoranski Kup Hrvatske u hokeju za žene za 2016. je igran 10. prosinca 2016. Kup je osvojila ekipa "Mladosti" iz Zagreba.

## Sudionici
- Mladost - Zagreb
- Trešnjevka - Zagreb
- Zelina - Sveti Ivan Zelina
- Zrinjevac - Zagreb

## Rezultati
| klub1         | rez.          | klub2         |                        |
| poluzavršnica | poluzavršnica | poluzavršnica | poluzavršnica          |
| ------------- | ------------- | ------------- | ---------------------- |
| Mladost       | 8:0           | Zrinjevac     |                        |
| Trešnjevka    | 1:6           | Zelina        |                        |
|               |               |               |                        |
| završnica     |               |               |                        |
| Mladost       | 6:3           | Zelina        | Mladost pobjednik kupa |